# Charīs Nikolaou
Charīs Nikolaou (in greco: Χάρης Νικολάου; Nicosia, 31 marzo 1974) è un ex calciatore cipriota, di ruolo centrocampista.

## Statistiche

### Cronologia presenze e reti in nazionale
| Cronologia completa delle presenze e delle reti in nazionale ― Cipro | Cronologia completa delle presenze e delle reti in nazionale ― Cipro | Cronologia completa delle presenze e delle reti in nazionale ― Cipro | Cronologia completa delle presenze e delle reti in nazionale ― Cipro | Cronologia completa delle presenze e delle reti in nazionale ― Cipro | Cronologia completa delle presenze e delle reti in nazionale ― Cipro | Cronologia completa delle presenze e delle reti in nazionale ― Cipro | Cronologia completa delle presenze e delle reti in nazionale ― Cipro |
| Data                                                                 | Città                                                                | In casa                                                              | Risultato                                                            | Ospiti                                                               | Competizione                                                         | Reti                                                                 | Note                                                                 |
| -------------------------------------------------------------------- | -------------------------------------------------------------------- | -------------------------------------------------------------------- | -------------------------------------------------------------------- | -------------------------------------------------------------------- | -------------------------------------------------------------------- | -------------------------------------------------------------------- | -------------------------------------------------------------------- |
| 12-3-1996                                                            | Larnaca                                                              | Cipro                                                                | 1 – 0                                                                | Lettonia                                                             | Amichevole                                                           | -                                                                    |                                                                      |
| 27-3-1996                                                            | Limassol                                                             | Cipro                                                                | 0 – 2                                                                | Georgia                                                              | Amichevole                                                           | -                                                                    |                                                                      |
| 19-8-1997                                                            | Candia                                                               | Grecia                                                               | 2 – 1                                                                | Cipro                                                                | Amichevole                                                           | -                                                                    |                                                                      |
| 5-2-1999                                                             | Paralimni                                                            | Cipro                                                                | 2 – 1                                                                | Finlandia                                                            | CYP International Tournament                                         | -                                                                    |                                                                      |
| 28-3-1999                                                            | Ramat Gan                                                            | Israele                                                              | 3 – 0                                                                | Cipro                                                                | Qual. Euro 2000                                                      | -                                                                    |                                                                      |
| 8-9-1999                                                             | Badajoz                                                              | Spagna                                                               | 8 – 0                                                                | Cipro                                                                | Qual. Euro 2000                                                      | -                                                                    |                                                                      |
| 15-8-2000                                                            | Tirana                                                               | Albania                                                              | 0 – 0                                                                | Cipro                                                                | Amichevole                                                           | -                                                                    |                                                                      |
| 15-8-2001                                                            | Tallinn                                                              | Estonia                                                              | 2 – 2                                                                | Cipro                                                                | Qual. Mondiali 2002                                                  | -                                                                    |                                                                      |
| 5-9-2001                                                             | Larnaca                                                              | Cipro                                                                | 1 – 3                                                                | Portogallo                                                           | Qual. Mondiali 2002                                                  | -                                                                    |                                                                      |
| 12-2-2003                                                            | Limassol                                                             | Cipro                                                                | 0 – 1                                                                | Russia                                                               | CYP International Tournament                                         | -                                                                    |                                                                      |
| 30-4-2003                                                            | Palermo                                                              | Israele                                                              | 2 – 0                                                                | Cipro                                                                | Qual. Euro 2004                                                      | -                                                                    |                                                                      |
| 15-11-2006                                                           | Nicosia                                                              | Cipro                                                                | 1 – 1                                                                | Germania                                                             | Qual. Euro 2008                                                      | -                                                                    |                                                                      |
| 6-2-2007                                                             | Limassol                                                             | Cipro                                                                | 2 – 1                                                                | Ungheria                                                             | CYP International Tournament                                         | -                                                                    |                                                                      |
| Totale                                                               |                                                                      | Presenze                                                             | 13                                                                   |                                                                      | Reti                                                                 | 0                                                                    |                                                                      |